# قسم فدشكويه الريفي (مقاطعة فسا)
قسم فدشكويه الريفي (بالفارسية: دهستان فدشکویه) هي منطقة سكنية تقع في Shibkaveh District في إيران. يقدر عدد سكانها بـ 7,486 نسمة .